# Svatý Chrysogon
Svatý Chrysogon Akvilejský (srbochorvatsky Sveti Krševan, italsky Crisogono di Aquileia) je světec římskokatolické a pravoslavné církve.

## Život

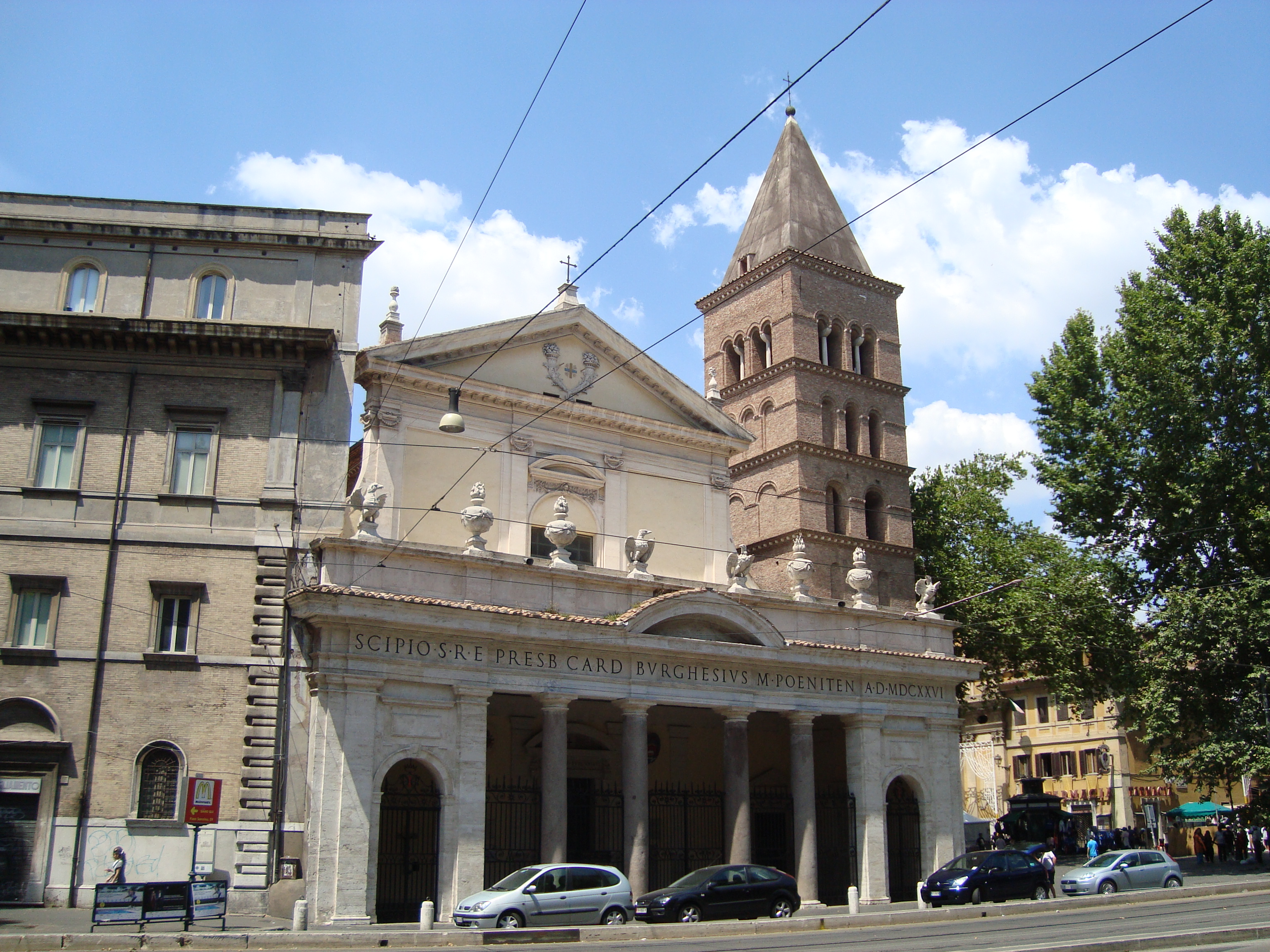
Bazilika San Crisogono v Římě

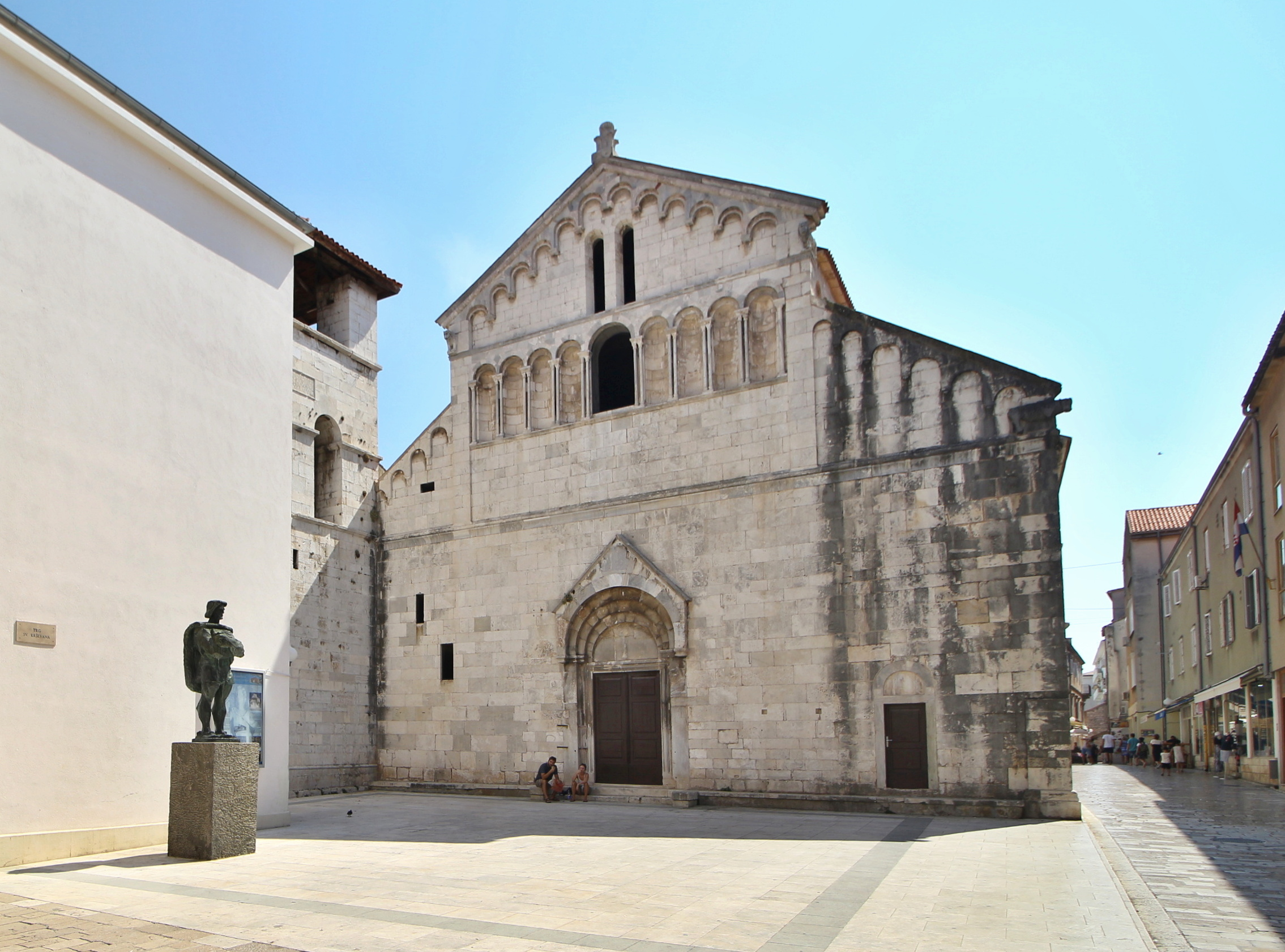
Kostel sv. Chrysogona v Zadaru

O Chrysogonově životě je známo jen málo. Nejstarším písemným pramenem je životopis svaté Anastázie. Chrysogon byl podle této legendy z 5. století Anastáziiným učitelem, a byl umučen pro svou křesťanskou víru v Akvileji v roce 304, za římského císaře Diokleciána. 
Světcovo jméno uvádí Jeronýmovo marytrologium  (Martyrologium Hieronymianum) ve dvou různých dnech, 31. května a 24. listopadu. Po jeho smrti se jeho kult šířil rychle: kostel v Římě mu byl zasvěcen pravděpodobně za papeže Silvestra I. (314-335) a jeho jména bylo následně vloženo do mešního římského kánonu.
V šestém století se v Římě zrodila legenda, spojující mučedníka s rolí římského katechety řecké světice Anastázie ze Sirmia a její matky v Ilýrii. Během pronásledování křesťanů byl Chrysogon římskými vojáky zajat a odvezen do Aquileie, kde ho Anastázie navštěvovala a podporovala. Po té byl za předsednictví císaře Diokleciána tribunálem odsouzen ke smrti stětím. Chrysogonovo tělo bylo vhozeno do moře. Přílivem nebo za pomoci ryb bylo vyplaveno zpět na břeh, kde je našel kněz Zelus (italsky Zoilo), který je dal v Římě pohřbít.

## Úcta
Z římského podzemního chrámu San Crisogono ve čtvrti Trastevere (v 11. století přestavěném na baziliku) byly relikvie převezeny do dalších evropských chrámů: na přelomu 5. a 6. století je Chrysogon vyobrazen na mozaikách v chrámu Sant’Apollinare Nuovo v Ravenně. V roce 649 byly ostatky přeneseny do Zadaru, kde je Chrysogonovi zasvěcen kostel římského původu a v katedrálním pokladu je uchovávána ve stříbrné bustě částečka ze světcovy lebky. 11. století se  relikvie připomínají ve Veroně. Ve 12. století se Chrysogonovy a Kastorovy relikvie dostaly do kláštera v Tegernsee; tam kult dokládá mj. výzdoba Tegernseeského žaltáře (celostranná ilustrace) z roku 1515 (nyní uložen v Bavorské národní knihovně v Mnichově).

## České země
Úcta do Česka pronikla prostřednictvím Zlaté legendy již ve 13. století. V době předkarlovské se jedna relikvie dostala do Prahy, kde byl světci před rokem 1346 zasvěcen oltář v katedrále sv. Víta a v prvním inventáři chrámové pokladnice z roku 1354 je zapsán jeho stříbrný relikviář.
Katolická církev Chrysogona slaví 24. listopadu, v den výročí posvěcení baziliky San Crisogono v Římě a 22. prosince je svátkem pro pravoslavnou církev.